# Chrupavčití
Chrupavčití (Chondrostei), někdy též řídkoostní, jsou jednou z bazálních skupin paprskoploutvých ryb. Patří sem řád jeseteři, jehož zástupci jsou skutečně charakterizováni (z velké části) chrupavčitou kostrou, a v závislosti na pojetí větší či menší počet fosilních rybích taxonů. 

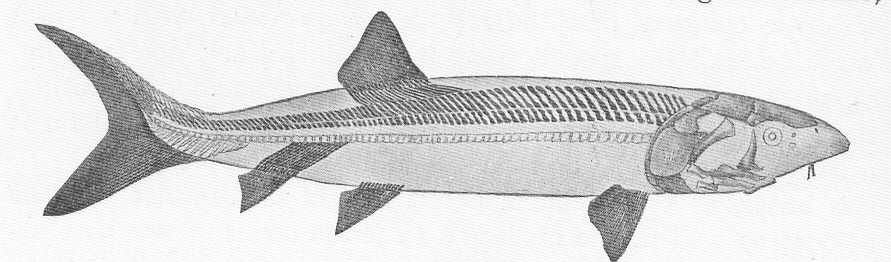
Rekonstrukce druhohorní chrupavčité ryby Chondrosteus acipenseroides s heterocerkní ocasní ploutví a neúplnými, chordou přerušenými obratli.

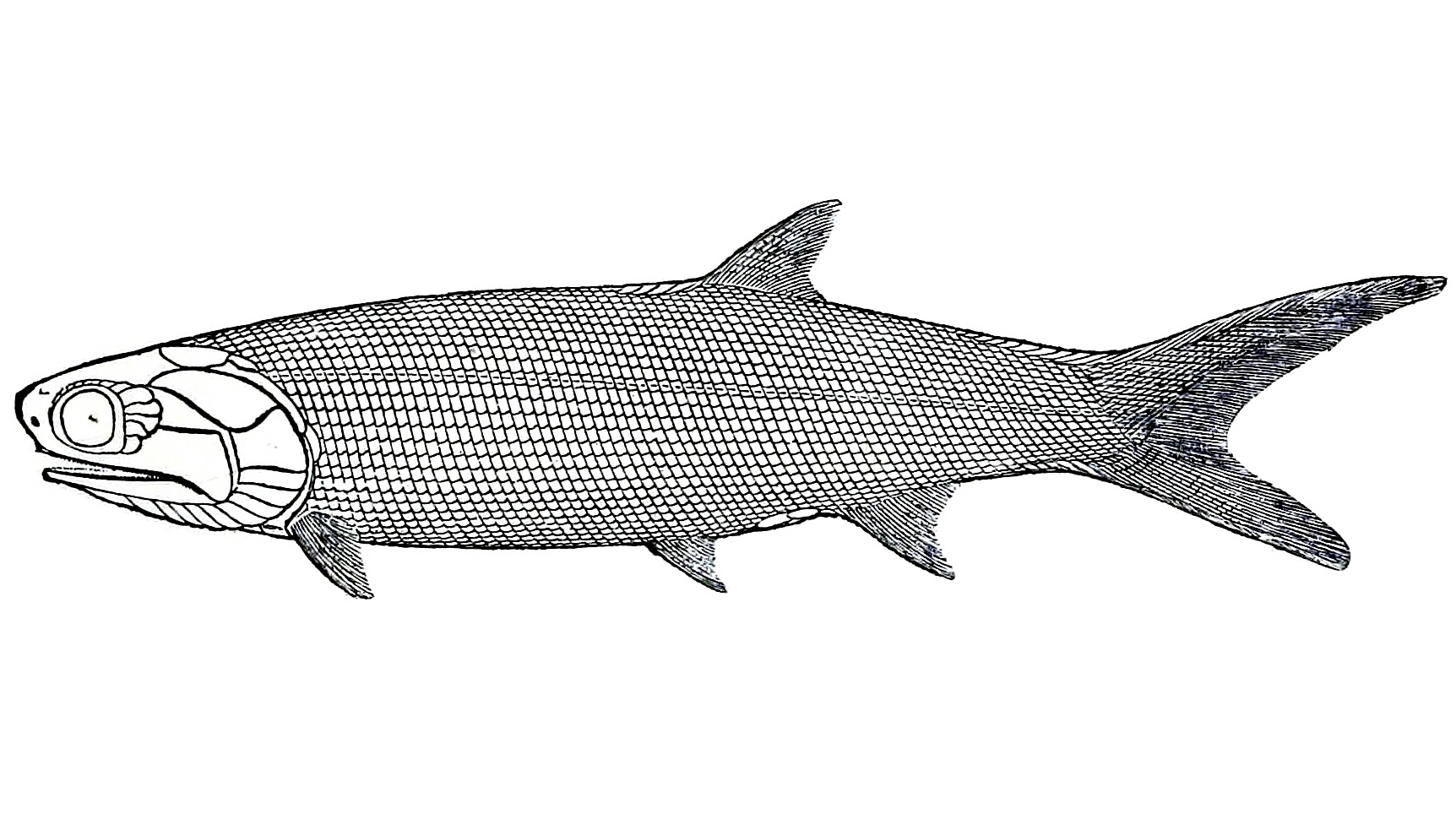
Paleoniscum, prvohorní zástupce paleoniskoidních ryb, které bývaly řazeny mezi široce pojaté chrupavčité.

Ve starší literatuře jsou do této skupiny řazeny prakticky všechny prvohorní paprskoploutvé ryby (s výjimkou několika svrchnopermských zástupců skupiny mnohokostnatých ryb), tzv. „paleoniscidi“ či paleoniskové, kteří měli plně osifikovanou (kostěnou) kostru a označení „chrupavčití“ pro ně tedy není výstižné (proto byl také v paleontologické literatuře často zaváděn pojem „řídkoostní“). Vzhledem k tomu, že paleoniskové v širokém pojetí (a s nimi i chrupavčití, pokud je zahrnují jako podskupinu) jsou nejednotnou, výrazně parafyletickou skupinou, jejímiž potomky jsou všichni ostatní paprskoploutví včetně bichirů, mnohokostnatých i kostnatých ryb, existuje v modernější literatuře snaha definovat chrupavčité mnohem úžeji, jako monofyletickou skupinu zahrnující jesetery a všechny fosilní taxony, které jsou jim evolučně (fylogeneticky) bližší než jiným recentním rybám. V takovém pojetí pak chrupavčití zahrnují kromě jeseterů ještě druhohorní čeledi Chondrosteidae a Peipiaosteidae a rod Eochonrosteus. Pokud jsou tyto fosilní skupiny zařazeny přímo do řádu jeseterů jakožto jeho bazální linie, splývá pak skupina Chondrostei s řádem jeseterů. (Někdy jsou však např. Chondrosteidae vedeni jako samostatný řád Chondrosteiformes sesterský k řádu jeseteři.) Není jasné, které další vymřelé ryby jsou chrupavčitým příbuzné. Někdy se do jejich blízkosti klade např. rod. Birgeria, Saurichthys nebo Errolichthys.
Úzce pojatá skupina chrupavčití je pak charakterizovatelná jako linie s redukovanou kostrou (např. s neúplnými obratli, jimiž prochází i v dospělosti chorda) a potlačenou osifikací vůbec, tendencí ke ztrátě šupin (které jsou u nich ganoidní), zmenšenou až zcela vymizelou skřelovou kostí a dalšími detailnějšími osteologickými znaky. Mají (jako řada fosilních taxonů) zřetelně heterocerkní ocasní ploutev a zachovalé spirakulum.
Recentními zástupci chrupavčitých jsou jeseterovité a veslonosovité ryby. Jsou to většinou velké dlouhověké ryby s nápadným rypcem a spodními ústy (živí se nejčastěji při dně). Jsou významné jako zdroj pravého kaviáru.